# Ab aestu et tempestate
Ab aestu et tempestate è un motto in latino che significa [ripara] dal gran caldo e dalla tempesta.

## Divisa
Il motto accompagna l'arma dei Cappellini di Mondovì, conti di Montelupo, e si riferisce al cappello in quella figurato, il quale, per essere provvisto di tesa assai larga, ripara tanto dalla canicola, quanto dalla tempesta. In senso figurato: i Cappellini nulla hanno da temere nell'avvicendarsi delle fortune, finché resteranno fedeli alle virtù avite. 
Il motto trova riscontro in un proverbio di origine spagnola (poiché in Spagna appunto si usava portare la cappa tanto in estate quanto in inverno): "quel che ripara lo freddo, ripara lo caldo".
(tratto da "Divise - Motti e Imprese di famiglie e personaggi italiani" di Jacopo Gelli - Hoepli - 1928)